# Elkmont
Elkmont ist eine Town im Limestone County im US-Bundesstaat Alabama.
Die Gesamtfläche des Ortes beträgt 4,1 km².

## Demographie
Bei der Volkszählung aus dem Jahr 2000 hatte Elkmont 470 Einwohner, die sich auf 172 Haushalte und 136 Familien verteilten. Die Bevölkerungsdichte betrug somit 113,4 Einwohner/km². 83,4 % der Bevölkerung waren weiß, 15,11 % afroamerikanisch. In 40,1 % der Haushalte lebten Kinder unter 18 Jahren. Das Durchschnittseinkommen betrug 31.771 Dollar pro Haushalt, wobei 20,4 % der Bevölkerung unterhalb der Armutsgrenze lebten.
2020 hatte Elkmont 411 Einwohner.